# سراواله پیستویزه
سراواله پیستویزه (به ایتالیایی: Serravalle Pistoiese) یک کومونه در ایتالیا است که در استان پیستویا واقع شده‌است. سراواله پیستویزه ۴۲٫۱ کیلومتر مربع مساحت و ۱۱٬۶۱۹ نفر جمعیت دارد و ۱۸۲ متر بالاتر از سطح دریا واقع شده‌است.

## خواهرخوانده
شهرهای بیت ساحور، Uzerche و Grafenwörth خواهرخوانده‌های سراواله پیستویزه هستند.